# Kiselgel
Kiselgel er en granulær, porøs form for siliciumdioxid, som fremstilles syntetisk ud fra silikater. Trods navnet er kiselgel ikke en gel, men et fast stof. Det bruges i hverdagen til at kontrollere fugtighed i forskellige produkter, da det kan absorbere en stor mængde vand. Det findes typisk i nye tasker o.lign. i små poser.
- Wikimedia Commons har flere filer relateret til Kiselgel

| Kemi | Spire Denne artikel om kemi er en spire som bør udbygges. Du er velkommen til at hjælpe Wikipedia ved at udvide den. |